# Церковь Казанской иконы Божией Матери (Слободище)
Церковь Казанской иконы Божией Матери — старообрядческий храм в деревне Слободище Орехово-Зуевского городского округа Московской области.
Церковь Казанской иконы Божией Матери, расположенная по адресу: Московская область, Орехово-Зуевский район, д. Слободище, является объектом культурного наследия регионального значения (Постановление Правительства Московской области от 15.03.2002 г. № 84/9).

## История
Самое старое упоминание о старообрядческой моленой в Слободищах относится к 1826 году. О ней говорилось в «Ведомости о состоящих в Москве и губернии старообрядческих и раскольнических часовнях и молельнях», где отмечалось, что моленная существует «с давних времен» и устроена «самовольно». По тем временам старообрядческих общины подвергались гонениям со стороны государства и официальной церкви; в частности, запрещалось производить строительство и ремонт храмовых сооружений. Тем не менее, моленная улучшалась, производились «поновления», в частности, незадолго до 1831 года её крыша была покрыта железом и окрашена голубой краской.
В 1850-х годах, из-за запрета старообрядцам служить в храмах Литургию, в слободищенской моленной властями был ликвидирован престол. Позже моленная упоминается в документах канцелярии Московского гражданского губернатора за 1851, 1856, 1860 годы. В 1879 году, во время крупного пожара, здание сгорело. Несмотря на законодательный запрет подобных работ, местные жители в 1882 году заново построили «много лучшую прежней» моленную на собственные средства. В 1888 году, опять же незаконно, производились отделочные работы; богослужения временно проводились на дому у прихожан Ивана Ермилова и Прасковьи Акинфиевой Соколовой.
Согласно документам 1901 года, в храме был иконостас в пять ярусов; настоятелем храма в те времена состоял священник Симеон Евтихиевич Мохров. Главка на вальмовой кровле надстроена в 1909 году и в этом же году община добилась разрешения установить на здании крест, оно приобрело свой нынешний вид. В 1920-х годах старообрядческий храм в Слободищах был зарегистрирован официально, но впоследствии закрыт и переоборудован под зернохранилище. В 1937 году был репрессирован местный священник отец Петр Пронин (впоследствии полностью реабилитирован). Заново церковь Иконы Божией Матери Казанской была открыт 30 марта 1946 года и действует до сих пор. Настоятелем храма является иерей Александр Ежуков.